# 台灣歷史年表
這是和臺灣歷史有關的年表。
台灣歷史簡表：
| 時期                                    | 時代                                       |
| --------------------------------------- | ------------------------------------------ |
| 台灣史前時期                            | 1624年以前（據出土文物而推至約50,000年前） |
| 台灣荷西殖民時期                        | 1624年－1662年                             |
| 大肚王國                                | ？（但1638年已成立，參見註釋1）－1732年    |
| 鄭氏治台时期                            | 1663年－1683年                             |
| 台灣清治時期                            | 1684年—1895年                              |
| 斯卡羅酋邦                              | ？－1905年                                 |
| 大龜文酋邦                              | ？－1930年                                 |
| 台灣民主國                              | 1895年                                     |
| 台灣日治時期                            | 1895年－1945年                             |
| 中華民國時期 （參見兩岸關係或台灣問題） | 1945年迄今                                 |

## 史前時代─16世紀

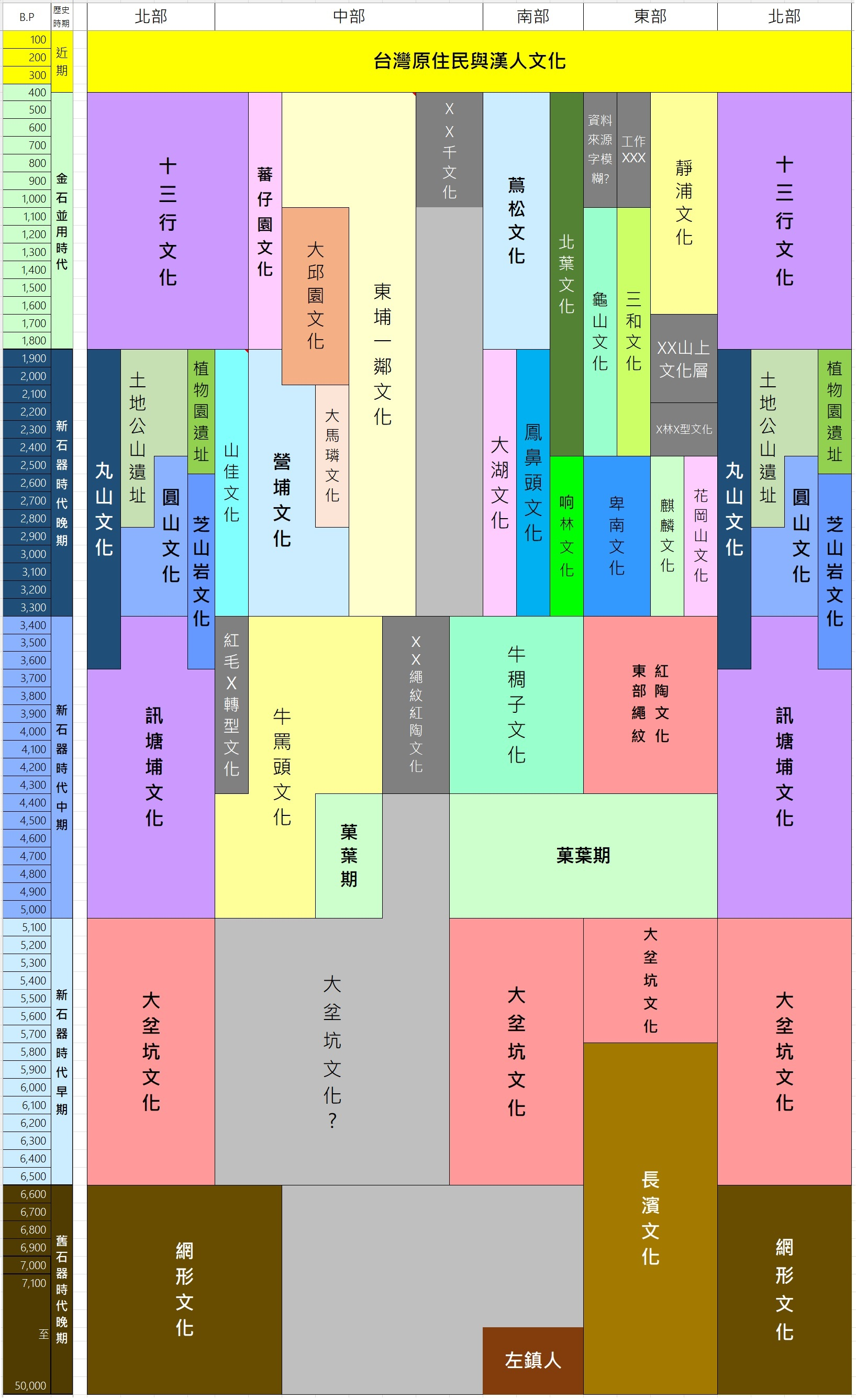
臺灣原代史（5,000年至350年）分類統計（翻製劉益昌教授講義圖稿）

- 約公元前6,000年：舊石器時代晚期文化──長濱文化（代表遺址為八仙洞遺址）、圓山文化的（先陶文化－距今6,000年間）。
- 約公元前約5,000年：新石器時代代表文化──大坌坑文化（代表遺址為大坌坑遺址）、圓山文化、富山文化、卑南文化（代表遺址為卑南遺址）。
- 約公元前約4,000年前：屬於南島語系的台灣原住民開始在台灣活動。[1]
- 約公元元年：金屬器時代代表文化──十三行文化、蔦松文化、靜浦文化。
- 1171年：泉州知府汪大猷派兵屯駐澎湖。
- 1225年：趙汝适著《諸蕃志》提及琉球、毗舍耶。
- 1281年：11月元朝於澎湖設巡檢司，隸屬福建行省同安。
- 1387年：明朝因東南沿海長年海盜倭寇為患，追勦無功，澎湖反成盜寇巢穴，遂依部將湯和所請，行徙民墟地政策，廢巡檢司，將原有居民遷至泉、漳二州安置。
- 1540年代：巴布拉族與巴布薩族、巴則海族、洪雅族、道卡斯族於中台灣已有跨族群準王國的大肚王國。[註 1]
- 1554年：Lopo Homem（英语：Lopo Homem）所繪的地圖中，台灣已被稱為I. Fermosa。
- 1563年：明朝名將俞大猷痛擊佔領澎湖的海賊與倭寇，駐偏師於澎湖，朝廷依其所奏復設澎湖巡檢司，唯俞大猷去職後巡檢司也被廢止。
- 1580年：西班牙耶穌會教士前往澳門，歸途遇颱風抵台。
- 1592年：日本海盜侵擾台灣雞籠（基隆）、滬尾（淡水）。
- 1593年：日本豐臣秀吉派家臣原田孫七郎到台灣催促納貢未成，為著名的豐臣秀吉高山國招諭文書。

## 17世紀
- 1602年：倭寇以「東番」（台灣）為巢穴，明朝政府派沈有容討伐。
- 1604年：
  - 7月12日荷蘭東印度公司韋麻郎率大船三艘開入澎湖，當時澎湖無兵駐守，即登陸，半商半軍，在娘媽宮（現今馬公）開洋貨攤。
  - 10月25日明朝朝廷派浯嶼都司沈有容諭退韋麻郎，有石碑記錄之，現存於天后宮內。
- 1609年：
  - 荷蘭商船至澎湖，適逢澎湖汛兵戍守期，無法登陸而離去。
  - 德川家康任命有馬晴信到台灣催促納貢，後攜帶數名原住民返回日本。
- 1615年：日本京都金地院所藏「異國渡海御朱印帳」，以「高砂國」（タカサグン）稱呼臺灣。
- 1616年：德川家康任命長崎代官村山等安率兵至台灣，但船隊途中遭遇風浪襲擊，僅有三艘抵達台灣北部，其中一艘船上的一、兩百人並在登陸後被原住民包圍而遇害或自殺。
- 1621年：顏思齊率鄭芝龍等26人在北港登岸。
- 1622年：7月1日晨荷將雷爾生率艦12艘、兵1,024人侵入媽宮港，當時澎湖汛兵已撤離，即在風櫃尾登陸，居民數千人抵抗，被殺3餘人。荷軍佔據澎湖後為長期防備，役民搬石築城，除建造紅毛城，並在風櫃尾、金龜頭、時裡、四角嶼、漁翁島建築炮臺以守海道，其後荷艦出入海洋，對南北海運商旅影響至鉅。荷屬東印度公司（the Dutch East India Company）佔領了澎湖，以之作為東亞貿易的轉口基地。[2]
- 1623年：荷蘭人於大員（今臺南市安平區）築木柵城。
- 1624年：
  - 明朝福建巡撫南居益奏准攻澎湖荷蘭人，擒高文律12人，驅荷大勝後南居益於暗澳（今文澳）築天啟城，設游擊一，把總二，統兵三千，建炮台以守。[2]
  - 荷蘭人和明朝官方達成協議，同意把設置於澎湖的要塞和砲台毀壞，而於1624年轉移至台灣島，明朝且不干涉荷蘭對台灣的佔領。
- 1625年：荷蘭人佔台以後，在「一鯤身」（今臺南市安平區）築起了「熱蘭遮城」（Zeelandia），以此作為統治台灣的中心[3]。
- 1626年：西班牙人佔領了台灣北部的雞籠（今基隆），並於社寮島（今和平島）築城並稱之為「聖救主（San Salvador）」。
- 1627年：台灣史上的第一個傳教士──荷蘭籍的干治士（Georgius Candidius）──抵達台灣進行傳教工作。
- 1628年：
  - 西班牙人佔滬尾（今淡水），並建「聖多明哥城」（Fort San Domingo，今紅毛城原址）。
  - 日本人濱田彌兵衛俘荷蘭台灣長官彼得·奴易茲，即所謂的「濱田彌兵衛事件」。
- 1629年：西拉雅族和大武壠族麻豆社原住民，因不滿荷蘭臺灣長官的統治，雙方發生麻豆社事件。
- 1632年：西班牙人溯淡水河進入臺北；西班牙人佔蛤仔難沿岸，稱Santa Catarina。
- 1636年，荷蘭在新港社開辦台灣第一所學校，將宗教教育制度化，導入羅馬字的讀寫識字能力訓練。
- 1639年：由於德川幕府的鎖國政策，日本與台灣間之貿易中斷。
- 1642年：荷蘭人奪取西班牙人之「聖多明哥城」。
- 1644年：荷蘭軍隊進攻北台灣的凱達格蘭族，事成後南下進攻大肚王國。[4]:74
- 1645年：荷蘭東印度公司派Pieter Boong上尉率兵偕商務員北上，再度進攻大肚王國，征服台南至淡水間剩餘的各村社，並毀13個村社。大肚王與東印度公司簽約，表示臣服，依約定要參加南部地方會議，同年牛罵社、沙轆社與Deredonsel社獨立。[4]:78
- 1648年：大肚王甘仔轄·阿拉米（Camachat Aslamie）駕崩，由其外甥甘仔轄·馬洛（Camacht Maloe）獲選為繼任王。
- 1649年：荷蘭人購120頭水牛來台，水牛遂成為台灣耕種與交通工具。
- 1652年：以郭懷一為領袖的漢族移民對台灣的荷蘭人政府展開大規模的反抗事件，不幸失敗，約6,000漢人被荷人所殺害，史稱「郭懷一事件」。
- 1653年：荷蘭人加強普羅民遮城（Provintia，今赤崁樓）工事。
- 1661年（明永曆15年）：
  - 鄭成功攻入現台南地區，立台灣為東都，赤崁為承天府，置天興、萬年二縣。
  - 鄭成功軍隊與大肚王國發生衝突，鄭軍高凌被殺；鄭成功令楊祖征之，楊祖中標槍而死；鄭成功再派黃安、陳瑞進攻，終誘殺大肚王國將領阿德·狗讓，戰火遍及大肚社以及至Taurinap諸村。
- 1662年(明永曆16年）：鄭成功正式攻下熱蘭遮城，荷蘭人投降。鄭成功染疾歿，其子鄭經在思明即位，不久入東都。鄭成功其弟鄭襲於東都自立, 但於年底被征服並遭軟禁。
- 1663年(明永曆17年）：鄭襲畏懼被殺，率官吏士卒投奔清朝。
- 1664年（明永曆18年）：
  - 鄭經改東都為東寧，天興、萬年改為州，形成獨立王國。荷蘭人重新佔領雞籠，並重整舊城。
  - 鄭經派劉國軒前往半線屯田，威脅到大肚王國。
- 1666年（明永曆20年）：鄭經接受名臣陳永華的建議，在寧南坊（在今台南市南門路）興建孔廟；又仿明制，三年科考一次。
- 1668年 荷蘭人退出雞籠。
- 1670年（明永曆24年）：
  - 鄭經與英國人簽訂通商條款。
  - 發生劉國軒屠村事件。
- 1673年（明永曆27年）：沈光文設私塾教育平埔族人漢字。
- 1674年（明永曆28年）：清朝發生「三藩之亂」，鄭經乘機從海上出兵，但失敗。
- 1680年（明永曆34年）：鄭經撤出廈門，完全退守台灣。
- 1681年（明永曆35年）：鄭經歿，鄭克塽繼位。
- 1683年（明永曆37年，清康熙22年）：
  - 施琅率清軍攻台灣，鄭克塽投降，延平王國滅亡（農曆八月十八日）。
- 1684年（清康熙23年）：
  - 施琅上呈「台灣棄留疏」，反對放棄台灣（清康熙22年12月22日）。
  - 延遲了8個月之久的台灣歸屬問題終於定案，決定將台灣納入清朝版圖（農曆四月十四日），成為福建省台灣府，下設台灣、諸羅、鳳山三縣。有人认为此時台灣並非全島都納入版圖，而僅將漢人已開發之地納入而已。
  - 清朝依施琅之議，即時公佈「台灣編查流寓則例」，其內容含有嚴格規定台灣居民及漢人渡台三禁令。
- 1686年（清康熙25年）：
  - 清朝下令「台灣駐防兵丁，三年之中陸續更換」，此即所謂的「班兵」。
  - 客家人至下淡水平原（今屏東縣）開墾。
  - 墾首施東之子施世榜，利用濁水溪的河水，從該年開始建設，一直到34年後，才築成大埤圳，灌溉了半線地區8個村莊，共100小庄，約19,000餘甲的田園，稱為「八堡圳」又稱「施厝圳」。
- 1693年（清康熙32年）：清朝商人陳文、林侃因船遇風暴飄至岐萊（今花蓮），居留經年，為漢人首次至花東地區。
- 1694年（清康熙33年）：高拱乾完成《臺灣府志》。同年四月台北發生康熙大地震，台北陷落淹水成為台北湖，該湖持續了幾年。
- 1695年（清康熙34年）：徐懷祖完成《臺灣隨筆》。
- 1696年（清康熙35年）：新港人吳球反清。
- 1698年（清康熙37年）：郁永河完成《裨海紀遊》。

## 18世紀
- 1703年（清康熙42年）：孫元衡完成《赤崁集》。
- 1704年（清康熙43年）：江日昇完成《台灣外記》，左營舊城城隍廟創立。
- 1709年（清康熙48年）：
  - 陳賴章墾號墾殖大佳臘（台北一帶），這是台北盆地被漢人墾殖的開端。
  - 施琅完成《靖海紀事》。
- 1710年（清康熙49年）：周元文完成《續修台灣府志》。
- 1714年（清康熙53年）：西洋教士雷孝思（J.B.Regis）、馮秉正（Jos.de Mailla）、德瑪諾（R.Hinderer）等人，在台灣實地探勘了33天，完成台灣部份的「皇輿全覽圖」（4月18日-5月20日）。
- 1716年（清康熙55年）：平埔族原住民頭目阿穆，指揮當地同族協助漢人開墾台中地方。
- 1717年（清康熙56年）：陳夢林完成《諸羅縣志》。
- 1719年（清康熙58年）：八堡圳完工，為清代台灣最大水利工程。
- 1720年（清康熙59年）：李丕昱完成《鳳山縣志》；陳文達、王禮完成《台灣縣志》。
- 1721年（清康熙60年）：朱一貴事件，稱中興王。
- 1722年（清康熙61年）：朱一貴、李景富、吳柏勳、陳詮、張阿良等人，被清兵五馬分屍裂骸而死，親屬一同罹難，朱一貴得年32歲，鄉民傳聞他死後被封為「台南州城隍綏靖侯」（2月22日）。
- 1723年（清雍正元年）：置諸羅分縣為彰化（縣治半線）、淡水廳。
- 1725年（清雍正3年）：「台南三郊」成立，這種商業組織使它所經營的商品更深入農村社會，而外銷的增加，又促使農業生產量（米、糖）等的增加。
- 1727年（清雍正5年）：
  - 改分巡台廈道為台灣道。
  - 黃叔璥完成《番俗六考》。
  - 置澎湖廳。
- 1729年（清雍正7年）：廣東客家人簡嶽一族至拳山（今中正區公館及文山區）開墾，與當地凱達格蘭族發生糾紛，造成漢人數百人死亡（淡水廳志），全族盡滅。
- 1732年（清雍正10年）：發生大甲西社抗清事件，大肚王國滅亡。
- 1737年（清乾隆2年）：黃叔璥完成《臺海使槎錄》。
- 1751年（清乾隆16年）：北路彰化縣兇番焚殺內凹莊柳樹湳兵民起釁事件。
- 1766年（清乾隆31年）：南北兩路理番同知設立，專門負責平埔族相關事務。
- 1776年（清乾隆41年）：清廷廢止官員不許攜眷來台的規定，此時清朝已统治台灣94年。

同年，林元旻由烏石港北邊的河流上溯，成功入墾淇武蘭，為漢人入墾蘭陽平原最早者。
- 1784年（清乾隆49年）：清廷設鹿港為新港口，鹿港開始成為台灣中北部的政治、文化、經濟的重鎮。
- 1786年（清乾隆51年）：
  - 鹿港龍山寺落成。
  - 林爽文事件。
  - 林爽文在彰化城內，被擁為「盟主」，改元「順天」，創建台灣農民革命政權的獨立王國，以駐竹塹的王作為征北大元帥、王勳（王芬）為平海大將軍、劉懷清為知縣、劉士賢為北路海防同知（12月）。
- 1787年（清乾隆52年）：
  - 清廷調集全清朝最精銳的軍隊來台灣作戰，更改主將為陝甘總督福康安，並給予平台大將軍的封號（10月）。
  - 林爽文軍與福康安軍大戰於八卦山（11月4日）。
- 1788年（清乾隆53年）：林爽文從容就義，時年僅32歲（3月10日）。
- 1796年（清嘉慶元年）：吳沙至蛤仔難（今宜蘭縣）開墾。

## 19世紀
- 1805年（清嘉慶10年）：大龍峒保安宮落成。
- 1808年（清嘉慶13年）：吳化等人將業已在宜蘭開拓的人，製成住民戶口清冊，攜至台北艋舺呈繳給閩浙總督方維甸，要求把蛤仔難編入清朝版圖。
- 1812年（清嘉慶17年）：清政府核准設「噶瑪蘭廳」，廳治設在五圍（今之宜蘭市），首次正式对台灣東北部的宜蘭进行直接统治。
- 1822年（清道光2年）：朱蔚事件
- 1823年（清道光3年）：鄭用錫赴京參加癸未科會試中式，殿試位列三甲第一百零九名，賜同進士出身。臺灣入清一百餘年來，真正屬於臺灣籍貫的考生首次登科，當地以為盛事，鄭用錫遂有「開臺進士」或「開臺黃甲」之譽。
- 1832年（清道光12年）：張丙抗清。
- 1843年（清道光23年）：洪協抗清。
- 1853年（清咸豐3年）：艋舺發生頂下郊拚。
- 1854年（清咸豐4年）：美國培理艦隊停泊基隆。
- 1858年（清咸豐8年）：英法聯軍簽訂天津條約增開台灣（今台南安平舊港）、淡水、打狗（今高雄港）、雞籠（今基隆港）四通商口岸。
- 1859年（清咸豐9年）：聖多明哥會派遣神父到台灣傳教。
- 1860年（清咸豐10年）：「北京條約」規定台灣開放淡水及安平港為通商口岸。台灣經濟逐漸邁向繁榮。
- 1862年（清同治元年）：戴潮春起義。滬尾（今淡水）正式開港。
- 1863年（清同治2年）：雞籠（今基隆）正式開港。
- 1864年（清同治3年）：安平和打狗（今高雄）正式開港。
- 1865年（清同治4年）：英國長老會馬雅各開始在南部傳教。
- 1866年（清同治5年）：英人多德在淡水種茶，改善台茶產銷，展開台灣茶葉的黃金開發期。
- 1867年（清同治6年）：羅妹號事件，美國駐廈門領事李仙得、和原住民族長卓杞篤締結災難救助條約《南岬之盟》。
- 1868年（清同治7年）：大南澳事件，英、德兩國民眾在台灣宜蘭南澳建立殖民地。
- 1871年（清同治10年）：原住民殺害船難漂流之琉球宮古島居民（宮古島民台灣遇害事件）。
  - 加拿大長老會的馬偕抵達淡水，開始在北部傳教。
- 1874年（清同治13年）：日本出兵台灣引起牡丹社事件。日本政府與清朝締結《北京專約》，清承認日本的行動為保民之舉，賠款50萬兩。
  - 沈葆楨奉派至台灣，清朝對台灣的經營轉為積極, 但初期僅及於西部。
- 1875年（清光緒元年）：沈葆楨上奏清廷取消內地人民渡台耕墾禁令，台灣正式全面開放。除原有的台灣府以外，另置台北府，轄淡水、新竹、宜蘭三縣及基隆廳；另於恆春半島設置恆春縣，東部設卑南廳，南投地區設埔里社廳。
  - 因「開山撫番」而引起獅頭社事件（2月）。
  - 在沈葆楨的奏請和監督下，總兵吳光亮完成橫貫台灣東西部的八通關古道（11月）。
- 1876年（清光緒2年）：因「開山撫番」而引起太魯閣事件。丁日昌來台。
- 1877年（清光緒3年）：架設台南至旗後電線。
  - 大港口事件。
- 1878年（清光緒4年）：加禮宛事件。
- 1879年（清光緒5年）：加禮宛事件。
  - 馬偕於成立滬尾偕醫館。
- 1882年（清光緒8年）：馬偕創設牛津學堂。
- 1884年（清光緒10年）：中法戰爭，法軍砲轟基隆，登陸淡水。
  - 城的城牆及五座城門興建完成，為清代台灣興建的最後一座城垣。
- 1885年（清光緒11年）：因清法戰爭的刺激，台灣從福建省獨立出來成為台灣省，劉銘傳就任第一代台灣巡撫。
  - 《台灣府城教會報》創刊。
- 1886年（清光緒12年）：劉銘傳著手清賦事業，創設保甲制度。
  - 因「開山撫番」而引起大科崁事件。
- 1887年（清光緒13年）：設鐵路總局於台北城，開辦台灣鐵路，為台灣第一條鐵路。
  - 中路開山事件。
- 1888年（清光緒14年）：開辦台灣郵政；並在台北設置小型蒸氣燃煤發電機，為時月餘，為台灣發電之創始。
  - 大庄事件。
  - 施九緞事件。
- 1889年（清光緒15年）：白阿社開山事件。
- 1891年邵友濂來台，擔任福建臺灣巡撫。
- 1892年（清光緒18年）：三角湧開山事件、不力社事件。
- 1894年（清光緒20年）：日清甲午戰爭爆發，日軍在日、清議和期間，佔領澎湖群島。
  - 邵友濂奏請移設台灣首府由原彰化縣橋仔圖（今臺中市）移至台北。
- 1895年（清光緒21年、台永清元年、日明治28年）：觀音山事件。
  - 清日締結馬關條約將台灣、澎湖割讓給日本（4月17日）。發生乙未戰爭。
  - 台灣總督府成立，樺山資紀為首任總督（5月10日）。
  - 台灣民主國發表獨立宣言（5月23日），舉行獨立儀式（5月25日），唐景崧任總統。
  - 日本近衛師團在澳底登陸（5月29日）。日本軍佔領基隆，同日，台灣民主國總統唐景崧逃亡廈門（6月6日）。日軍未遇抵抗即進入台北（6月7日）。台灣總督府在台北舉行始政儀式，定此日為「始政紀念日」（6月17日）。
  - 台灣民主國大將軍劉永福逃至廈門（10月19日），台灣民主國崩潰。樺山總督向大本營報告全島敉平（11月18日）。
- 1896年（日明治29年）：原敬向台灣事務局提出「台灣問題二案」。
  - 「六三法」實施（4月1日）。
  - 總督府設立「撫墾署」，處理原住民事務（4月1日）。
  - 內台航路開設（4月17日）。
  - 此時在日「台灣賣卻論」囂塵甚上。
  - 因鐵國山事件引發雲林大屠殺。
- 1897年（日明治30年）：「住民去就決定日」台灣住民的國籍選擇最後期限（5月8日）。
  - 高野孟矩事件爆發（6月）。林少貓抗日。
- 1898年（日明治31年）：兒玉源太郎總督，後藤新平民政長官赴台就任（3月28日）。
  - 保甲制度、壯丁團設立，以輔助警力之不足（8月31日）。
  - 土地調查業務開始（9月5日）。
  - 「匪徒刑罰令」實施。
- 1899年（日明治32年）：台灣總督府醫學校（今國立臺灣大學醫學院）正式成立（3月）。
  - 台灣銀行開始營業（9月26日）。
  - 師範教育在台開始萌芽（10月）。

## 20世紀

### 1900年-1910年
- 1900年（日明治33年）：中醫師黃玉階在台北大稻埕成立台北天然足會（3月15日）。
  - 三井投資的台灣製糖株式會社設立，為台灣第一家新式製糖工廠（12月10日）。
- 1901年（日明治34年）：頒佈台灣公共埤圳規則（7月4日）。
  - 新渡戶稻造提出「糖業改良意見書」（9月30日）。
  - 頒佈「臨時台灣舊慣調查會」規則（10月25日）。
- 1902年（日明治35年）：雲林歸順式，爆發屠殺事件（5月25日）。
  - 人止關之役。
- 1905年（日明治38年）：土地調查業務結束（3月31日）。
  - 從本年度起，台灣總督府已不再需要接受中央政府的補助款（4月1日）。
  - 龜山發電所完工，為台灣首座發電廠（7月）。
  - 台灣實施戶口調查（10月1日）。
- 1906年（日明治39年）：嘉義兩度發生地震，死千餘人（3月18日、4月14日）。
  - 「六三法」改為「三一法」（4月10日）。
- 1907年（日明治40年）：新竹北埔事件（11月14日）。
  - 5月枕頭山戰役：軍警經枕頭山時，遭泰雅族大嵙崁前山群及大豹群居民激烈抵抗，因而被困於該山之下，雙方隨後展開壕溝戰。[6]
- 1908年（日明治41年）：縱貫鐵路（基隆至高雄）全線通車（4月20日）。

### 1911年-1920年
- 1911年（日明治44年）：阿里山鐵路開通（2月8日）。
- 1912年（日大正元年）：竹農攻擊日本人，爆發林杞埔事件（3月23日）。
  - 台灣總督府新廳舍動工（6月1日）
- 1912年：羅福星事件（又稱「苗栗事件」）（11月）。
- 1913年（日大正2年）：-台北市}-開始通行公共汽車 （台北 - 圓山）（1月2日）。
- 1914年（日大正3年）：「南蕃事件」是日本佐久間總督推展「理番五年計畫」押收槍枝發生的衝突事件。
- 1914年（日大正3年）：台灣同化會成立（12月20日）。
- 1915年（日大正4年）：台灣同化會解散（2月26日）。
  - -余清芳}-主導的西來庵事件（又稱「噍吧哖事件」）爆發（8月2日）。
  - 大分事件
- 1916年（日大正5年）：嘉義、南投、台中大地震。
- 1917年（日大正6年）：台灣商工成立（今開南商工職業學校）（4月20日）。
- 1918年（日大正7年）：中央山脈橫貫公路完成（10月1日）。
- 1919年（日大正8年）：頒布台灣教育令，確立日本在台的教育制度（1月4日）。
  - 台灣總督府新建築完成（3月）。
  - 台灣電力株式會社設立（7月31日）。
  - 台灣總督府首任文官總督田健治郎到任（11月24日）。
- 1920年（日大正9年）：以在日台灣人留學生為核心，在東京成立新民會，林獻堂、蔡惠如為會長，開始推動政治改革運動（1月11日）。
- 薩拉矛事件。
  - 在日台灣人留學生刊行《台灣青年》雜誌（7月16日）。
  - 「嘉義置州同盟會」開始推動置州運動（7月30日）。
  - 台灣地方行政制度變更，全島劃分為5州2廳，下轄3市47郡，郡下轄之街庄為今日鄉鎮之基礎（7月24日）。
  - 連橫《台灣通史》出版（11月12日）。

### 1921年-1930年
- 1921年（日大正10年）：向日本帝國議會提出第一次〈台灣議會設置請願書〉（1月30日）。
  - 「三一法」改為「法三號」（4月1日）。
  - 由臺北鐵道株式會社興建集資興建的臺北新店線鐵路完工通車（4月17日）。
  - 台灣文化協會成立，從事文化啟蒙運動（10月17日）。
- 1922年（日大正11年）：〈治安警察法〉在台灣實施（12月28日）。
- 1923年（日大正12年）：《台灣民報》在東京創刊（4月15日）。
  - 攝政皇太子裕仁（昭和天皇）視察台灣（4月16日）。
  - 取締台灣議會設置請願運動的「治安警察法違反事件」（簡稱「治警事件」）發生（12月16日）。
- 1925年（日大正14年）：桃園大圳竣工（5月17日）。
  - 蔗農爭取權益，發生「二林事件」（10月22日）。
- 1927年（日昭和2年）：台灣文化協會分裂，部份人士另組「台灣民眾黨」（7月10日），為台灣人第一個政治團體，要求地方自治。
- 1928年（日昭和3年）：總督府設立台北帝國大學，為台灣大學前身（4月1日）。
  - 「台灣共產黨」（日本共產黨台灣民族支部）成立於上海法國租界（4月15日）。
  - 台北基隆間縱貫道路開通式於基隆隧道內舉行（9月11日）。
- 1929年（日昭和4年）：台灣總督府開始刊行「台灣關係史料」。
- 鼓山車站設站。
- 1930年（日昭和5年）：嘉南大圳正式通水啟用（4月10日）。
  - 台灣民眾黨分裂，「台灣地方自治聯盟」成立（8月17日）。
  - 霧社事件。（10月27日）。

### 1931年-1940年
- 1931年（日昭和6年）：
  - 台灣民族運動領袖蔣渭水逝世（8月5日）。
- 1932年（日昭和7年）：
  - 大湖武裝抗暴事洩，多人被捕（4月12日）。
  - 臨海道路 （今蘇花公路） 竣工（5月）。
- 1934年（日昭和9年）：
  - 臺灣社會教化協議會召開（3月1日）。
  - 台灣文藝協會成立（5月6日）。
  - 日月潭水力發電廠完工（6月3日）。
  - 台北帝國大學物理學講座教授荒勝文策建造考克饒夫－瓦耳頓型（英語：Cockcroft - Walton）粒子加速器[7]，成功完成亞洲第一次，世界第二次人工撞擊原子核實驗[8]（7月25日）。
  - 持續15年的台灣議會設置請願運動終止（9月2日）。
  - 台陽美術協會成立（11月12日）。
- 1935年（日昭和10年）：
  - 新竹台中大地震（4月21日）。
  - 竹南、苗栗地震（7月17日）。
  - 適逢日本統治台灣40週年，舉辦始政四十周年紀念臺灣博覽會。（10月10日-11月28日）。
  - 南迴公路竣工（10月25日）。
  - 首屆台灣地方議員選舉（11月22日）。
- 1936年（日昭和11年）：楊逵創刊《台灣新文學》雜誌（1月1日）。
- 1937年（日昭和12年）：台灣總督府開始禁止新聞的漢文欄（4月1日）。
  - 中日戰爭爆發，日政府派武官總督（7月7日）。
  - 台灣地方自治聯盟解散（7月15日），公開的政治結社消聲匿跡。
  - 日月潭第二期發電所竣工（7月31日）。
  - 大屯國立公園、次高太魯閣國立公園、新高阿里山國立公園成立（12月27日）。
  - 台灣軍伕奉召至中國戰場。
- 1939年（日昭和14年）：新高港開工典禮在梧棲舉行（9月25日）。
- 1940年（日昭和15年）：台灣人的改姓名開始（2月11日）。
  - 台灣第一座交通號誌（停止─通行）在台北御成町開始運轉（10月25日）。

### 1941年-1950年
- 1941年（日昭和16年）：「台灣革命同盟會」在重慶成立（2月9日）。
  - 推動皇民化的「皇民奉公會」開始活動（4月19日）。
- 1942年（日昭和17年）：第一批台灣人志願兵入伍。
- 1943年（日昭和18年）：開始實施六年制義務教育（4月1日），設立國民學校。
  - 盟軍開始空襲台灣（11月25日）。
- 1944年（日昭和19年）：日本政府對台灣人開始實施徵兵制（9月1日）。
- 1945年（日昭和20年、民國34年）：昭和天皇發布終戰詔書（8月14日）。
  - 在台灣的日軍向同盟國中國戰區最高統帥蔣介石的授權代表投降（10月25日）。
- 1946年（民國35年）：台灣實施地方自治。
  - 布袋事件、新營事件、員林事件。
- 1947年（民國36年）：2月27號二二八事件。實施憲法
- 1948年（民國37年）：中華民國公布實施〈動員戡亂時期臨時條款〉，凍結部分憲法，使總統任期得連選連任，開啟了台灣的動員戡亂時期。
- 1949年（民國38年）：375減租。
  - 軍警憲衝入國立台灣大學及台灣省立師範學院男生宿舍逮捕百餘名學生，是為「四六事件」（4月6日）。
  - 中華民國於台灣省實施戒嚴（5月20日），戒嚴開始。
  - 發行新台幣（6月15日）。
  - 金門古寧頭戰役，國軍全殲來犯共軍。（10月24日～10月27日）
  - 中華民國政府撤退到台灣（12月8日）。
- 1950年（民國39年）：台灣進入戰時狀態。[9]（5月27日）
  - 韓戰爆發（6月25日），美國宣佈第七艦隊協防臺灣（6月27日）。
  - 國民黨政府於二二八事件後承諾的縣市長民選終於舉行。

### 1951年-1960年
1951年：無黨籍台南人吳三連於1月7日以65.5%高票當選中華民國首都台北市第一屆民選市長
- 1951年（民國40年）：美國開始對台灣提供軍事、經濟援助。
  - 美國等48國與日本簽署舊金山和約，日本聲明放棄對台灣、澎湖的主權（9月8日）。
- 1952年（民國41年）：中華民國與日本簽訂「中日台北和約」（4月28日）。
  - 鹿窟事件(12月28日~12月29日)。
- 1953年（民國42年）：西螺大橋通車（1月28日）。
- 1954年（民國43年）：中美共同防禦條約在美國華盛頓簽署（12月3日）。
- 1955年（民國44年）：浙江大陳島軍民撤退來台（2月7日~2月10日）。
  - 孫立人事件，孫立人被迫下台，並被軟禁（8月20日）。
- 1957年（民國46年）：民眾因不滿劉自然案的判決，群聚攻擊美國駐台北大使館，包圍警局，是為五二四事件（5月24日）。
- 1958年（民國47年）：金門八二三炮戰（8月23日起）。
- 1959年（民國48年）：台灣中南部發生八七水災（8月7日）。
- 1960年（民國49年）：雷震案爆發，雷震等人被捕，組黨行動失敗（9月4日）。
  - 楊傳廣榮獲羅馬奧運田徑十項全能銀牌（9月6日）。

### 1961年-1970年
- 1961年（民國50年）：雲林縣議員蘇東啟因計畫以武力號召臺灣獨立而被捕，遭判處死刑。
- 1962年（民國51年）：台灣電視公司開播，台灣從此進入電視時代（10月10日）。
- 1963年（民國52年）：桃園石門水庫開始蓄水（8月11日）。
- 1964年（民國53年）：湖口裝甲師司令趙志華發動兵變失敗（1月21日）。
  - 中華民國與法國斷交（2月10日）。
  - 彭明敏、謝聰敏、魏廷朝因印製〈台灣人民自救宣言〉被捕。（9月20日）
- 1965年（民國54年）：美援停止。
  - 經濟部正式成立高雄加工出口區管理處籌備處，這是台灣的第一個加工出口區（3月）。
  - 台灣鐵路管理局新店線停止營運（3月24日）。
- 1967年（民國56年）：台北市升格為直轄市（7月1日）。
- 1968年（民國57年）：台東縣紅葉少棒隊以7A:0擊敗來訪的日本少棒明星隊（8月25日）。
  - 義務教育延長為九年，初級中學全面改制為國民中學（9月9日）。
- 1969年（民國58年）：柏楊因在《自立晚報》刊登改編的大力水手漫畫被捕，並依匪諜罪嫌判處12年有期徒刑（9月1日）。
- 1970年（民國59年）：世界性的「台灣獨立聯盟」（今台灣獨立建國聯盟）在美國紐約正式宣佈成立（1月1日）。
  - 遭國民黨特務重重監控的臺大教授彭明敏易容潛逃至瑞典並發表〈台灣自救運動宣言〉。
  - 江炳興與鄭金河等政治犯領導的「泰源事件」發生（2月8日），五人遭處決（5月30日）
  - 黃文雄等三人在美國紐約州紐約市刺殺蔣經國未遂（4月24日）。

### 1971年-1980年
- 1971年（民國60年）：澎湖跨海大橋通車（3月26日）。
  - 中華民國退出聯合國（10月25日）。
- 1972年（民國61年）：中華民國與日本斷交（9月29日）。
- 1975年（民國64年）：中華民國總統蔣中正逝世，由副總統嚴家淦繼任（4月5日）。
- 1977年（民國66年）：桃園縣長選舉發生舞弊，引發中壢事件（11月19日）。
- 1978年（民國67年）：中山高速公路（當時稱為南北高速公路）全線通車（10月31日）。
  - 美國宣布自1979年1月1日起與中華民國斷交，與中華人民共和國建交（12月15日）。
- 1979年（民國68年）：高雄縣發生橋頭事件（1月22日）。
  - 桃園中正國際機場正式啟用（2月26日）。
  - 高雄市升格為直轄市（7月1日）。
  - 高雄市爆發美麗島事件（12月10日）。
  - 台中縣私立惠明學校爆發多氯聯苯米糠油中毒事件。
- 1980年（民國69年）：北迴鐵路全線通車（2月1日）。
  - 林義雄家發生滅門血案，其母親及兩名雙胞胎女兒遇害身亡，大女兒身受重傷（2月28日）。
  - 施明德於美麗島事件軍法大審的辯論庭上，公然主張「中華民國模式的台灣獨立」：表示「台灣應該獨立，而且事實上已經獨立三十多年」（3月27日）。
  - 美國國會通過《台灣關係法》（4月）
  - 新竹科學工業園區正式成立（12月15日）。

### 1981年-1990年
- 1981年（民國70年）：
  - 7月3日：旅美學者陳文成被發現陳屍於國立臺灣大學研究生圖書館旁，是為陳文成事件。
  - 外雙溪發生景美女中師生溺斃，震驚全台。
- 1982年（民國71年）：
  - 4月14日：李師科搶劫台灣土地銀行古亭分行。
  - 9月1日：中華民國在台灣的首座國家公園──墾丁國家公園正式成立。
  - 9月24日：最後一批因二二八事件入獄的24位受刑人在囚禁35年之後在立委洪昭男努力下終獲警總釋放。
- 1983年（民國72年）：
  - 8月24日：台中縣豐原市豐原高中發生禮堂倒塌的意外，27名學生罹難。
- 1984年（民國73年）：
  - 2月8日：中華民國重返奧運會場，以「中華台北」名稱參加1984年冬季奧運。
  - 2月24日：行政院長孫運璿因腦溢血被送醫急救。
  - 3月30日：台北市螢橋國小發生學童遭潑灑硫酸事件，造成43名學童輕重傷。
  - 6月20日：臺北縣土城鄉海山煤礦發生爆炸，74名礦工罹難。
  - 7月10日：臺北縣瑞芳鎮煤山煤礦發生火警，101名礦工罹難。
  - 10月15日：作家劉宜良（筆名江南）在美國舊金山達利市自宅遭槍擊身亡。
  - 12月5日：臺北縣三峽鎮海山煤礦一坑發生爆炸，93名礦工罹難。
- 1985年（民國74年）：
  - 2月：十信案爆發。
  - 7月30日：勞動基準法公佈實施。
- 1986年（民國75年）：
  - 5月19日：519綠色行動，黨外人士於台北萬華龍山寺集結，要求解除戒嚴。
  - 8月22日：怪颱韋恩三度侵襲台灣，釀成87死422傷[10]，是台灣氣象史上首個自中部地區登陸的颱風。
  - 9月28日：民主進步黨成立。
  - 10月15日：李遠哲獲得諾貝爾化學獎。
- 1987年（民國76年）：
  - 3月7日：三七事件 (東崗慘案)：中華民國陸軍金防部小金門駐軍屠殺19名無武裝的越南難民後毀證滅跡。
  - 7月15日：解嚴。
  - 11月2日：開放台灣人民前往大陸探親。
- 1988年（民國77年）：
  - 1月13日：蔣經國逝世，李登輝繼任總統。
  - 3月6日：李登輝訪問新加坡
  - 5月20日：4000餘名農民聚集在立法院前，要求停止美國水果、火雞進口，先後在立法院、城中分局等地，與軍警爆發流血衝突，是為520事件。
- 1989年（民國78年）：
  - 1月24日：臺灣大型連鎖書店誠品書店由吳清友正式創立。
  - 4月7日：《自由時代》雜誌負責人鄭南榕在國民黨政府的逮捕行動中自焚身亡。
  - 7月13日：地下投資公司龍頭鴻源集團，因大量投資人擠兌，宣布暫時停止出金，當日股市重挫320點。
- 1990年（民國79年）：
  - 3月16日：台灣三月學運。
  - 3月17日：中華職棒元年開幕戰。
  - 4月8日：來台旅遊的日本女大學生井口真理子失蹤，後證實遭殺害，是為井口真理子命案　。
  - 7月22日：中華民國與沙烏地阿拉伯斷交。
  - 8月25日：日月潭遊艇因超載而翻覆，57人死亡。

### 1991年至2000年
- 1991年（民國80年）：
  - 3月24日：臺北縣汐止鎮發生吳銘漢夫婦命案。
  - 5月1日：廢除動員戡亂時期臨時條款，動員戡亂時期結束。
  - 5月9日：陳正然等四人被捕，是為獨台會案的開端。
  - 11月15日：苗栗造橋發生自強號與莒光號對撞的重大車禍，30人死亡。
  - 12月21日：國民大會代表全面改選
  - 12月31日：資深中央民代全部退職，萬年國會告終。
- 1992年（民國81年）：
  - 4月19日 ： 419台北大遊行，要求總統直選。
  - 5月15日：中華民國刑法第一百條修正通過，廢除為人詬病的陰謀內亂罪。健康幼稚園火燒車事件，造成23人死亡、9人輕重傷。
  - 8月6日：中華隊奪得巴塞隆納奧運棒球銀牌。
  - 8月22日：中華民國與南韓斷交、斷航。
  - 10月5日：南迴鐵路正式營運，環島鐵路網完成。
  - 11月7日：金門、馬祖解除戰地政務，回歸地方自治。
  - 12月19日：第二屆立委選舉於花蓮縣爆發花蓮市長魏木村及其弟花蓮縣議員魏東河等集體做票事件，是中國國民黨候選人作票遭判刑入獄的歷史首例。
- 1993年（民國82年）：
  - 中國大陸劫機潮，全年共有10架中國大陸民航機遭劫持飛往台灣。
  - 1月19日：台北市論情西餐廳大火，造成33人死亡、21人受傷。
  - 4月27日：辜振甫、汪道涵於新加坡展開首次辜汪會談。
  - 8月10日：新黨成立。
- 1994年（民國83年）：
  - 3月31日：24名台灣遊客在中國大陆浙江千島湖因暴徒登船搶劫並放火燒船而遇難。
  - 4月26日：中華航空140號班機在日本名古屋機場墜毀，264人罹難。
  - 12月3日：省長、直轄市長首次民選，分別由宋楚瑜、陳水扁、吳敦義當選。
  - 8月1日：經過國民大會修憲後再憲法增修條文終將「山胞」修正為「原住民」，
- 1995年（民國84年）：
  - 2月15日：台中市衛爾康西餐廳大火，釀成64死11傷，為台灣第二多人死亡的火災。
  - 2月28日：李登輝總統代表政府正式為二二八事件道歉。
  - 3月1日：全民健康保險正式開辦。
  - 6月7日至12日：李登輝總統伉儷訪問美國，於母校康乃爾大學演說「民之所欲，長在我心」，成為第一位訪問美國的現任國家元首，美國國會議員稱呼他是台灣總統。
  - 6月13日：台北市光復橋殺憲奪槍案。
  - 7月6日：檢察總長陳涵破天荒為蘇建和案提起第三次非常上訴。
- 1996年（民國85年）：
  - 2月至3月：中國大陸向台灣海面試射飛彈，引爆台海飛彈危機，美國派出尼米茲號及獨立號航空母艦 (CV-62)巡弋台灣海峽。
  - 3月23日：台灣舉行首次總統直選，由李登輝、連戰當選。
  - 3月28日：台灣第一條都會區捷運--台北捷運木柵線全線通車。
  - 7月31日至8月1日：強烈颱風賀伯侵襲台灣，在中北部造成嚴重災情，51人死亡。
  - 11月12日：美國宣布將台灣自超級301名單中除名。
  - 11月19日：台灣新竹少年監獄發生監獄暴動。
  - 11月21日：桃園縣長劉邦友官邸發生血案，包括劉邦友本人在內共8人遇害，縣議員鄧文昌身受重傷。
  - 11月30日：民進黨婦女部主任彭婉如在高雄市離奇失蹤，後被發現陳屍於高雄縣鳥松鄉。
- 1997年（民國86年）：
  - 呂秀蓮獲補選為桃園縣縣長
  - 全台爆發嚴重豬隻口蹄疫疫情。
  - 4月14日：藝人白冰冰之女白曉燕在上學途中遭陳進興等三人綁票勒贖500萬美金，之後被撕票。
  - 8月18日：颱風溫妮侵襲台灣，造成汐止林肯大郡房屋倒塌，28人死亡、50多人受傷，超過兩百戶的居民無家可歸。
  - 11月29日：民主進步黨在縣市長選舉中取得12席，首度超越中國國民黨。
- 1998年（民國87年）：
  - 2月16日：中華航空676號班機在中正國際機場附近墜毀，202人罹難，其中包含時任中央銀行總裁的許遠東。全台爆發嚴重腸病毒疫情。
  - 10月28日：中國國際航空905號班機遭機長袁斌夫婦劫機飛往台灣。
- 1999年（民國88年）：
  - 7月9日：李登輝總統接受德國之聲訪問時，指出兩岸是「特殊的國與國關係」。
  - 7月29日：全台因輸電系統故障，無預警大停電。
  - 9月21日：台灣中部發生九二一大地震，造成全台2,415人死亡、超過8000人受傷。
- 2000年（民國89年）：
  - 3月18日：陳水扁、呂秀蓮當選正副總統，台灣首次政黨輪替。
  - 5月19日：台灣高等法院裁定蘇建和案准予再審。
  - 5月20日：陳水扁、呂秀蓮就任中華民國第十任正副總統。
  - 7月22日：嘉義縣八掌溪四名工人在眾目睽睽之下被暴漲溪水吞噬。
  - 8月1日：曾任屏東縣議會議長的鄭太吉伏法，成為台灣史上首位遭槍決的地方議會首長。
  - 8月27日：高屏大橋斷裂。
  - 10月27日：行政院宣布停建核四廠。
  - 10月31日：新加坡航空006號班機在象神颱風的狂風暴雨中於中正國際機場準備起飛時失事，造成83人死亡、71人受傷。

## 21世紀
2000年代臺灣-2010年代臺灣-2020年代臺灣

## 外部連結
- 戰後台灣歷史年表
- 林柏維：台灣歷史年表
- 十九世紀台灣原住民歷史大事紀年表 （页面存档备份，存于）
- Time Mapping Taiwan （页面存档备份，存于） - YouTube

## 註解
1. ↑  關於大肚王國起始年代未見史料有記載，現有不同說法。主要有16世紀說、17世紀說、1540年代說。臺灣南一版高中歷史教科書採用1540年代說；在駱芬美所著《被誤解的臺灣史》一書中則採用16世紀中期說。這些說法由於沒有確鑿的依據可證實，因此受到部分網友的質疑。荷蘭人得知該王國的存在的時間則為1638年（17世紀）。